# Ordem de Lealdade e Valor
A Ordem de Lealdade e Valor (em chinês:  忠勇勳章, transl. Zhōngyǒng xūnzhāng) é uma condecoração militar da República da China. Foi criada em 23 de setembro de 1944 para excelente comando em batalha.

## Agraciamento
O agraciamento da Ordem de Lealdade e Valor é concedido por grande coragem enquanto ferido. Segundo Robert Werlich, é a única condecoração agraciada sob esta condição específica. A Ordem é de classe única.
Em 2016, o Yuan Legislativo decidiu que não houve conflito recente suficiente para justificar a atribuição desta medalha aos militares por bravura, pelo que os regulamentos relativos à sua atribuição foram alterados para permitir aqueles "...que, para proteger o povo, são leais aos seus deveres e automaticamente realizam atos heróicos extraordinários, estão qualificados para serem honrados”.

## Características
O distintivo da medalha é uma estrela de ouro e prata com vários raios. O medalhão central é branco e retrata um cavalo e cavaleiro altamente estilizados; o cavaleiro segura uma espada de ouro e um escudo vermelho, branco e azul. O fundo do cavalo e do cavaleiro é esmaltado em vermelho. A barreta é azul claro com listras estreitas vermelhas e amarelas em direção a uma borda e listras estreitas amarelas e vermelhas em direção à outra borda.